# Cosmosis
Cosmosis è un progetto di musica elettronica goa trance. Il gruppo originale è composta da Bill Halsey e Jez Van Kampen per il primo album, Cosmology, considerato un classico del genere. Album seguenti incluso Synergy sono del genere meno melodico  Psy-Trance sound e furono prodotti da Bill Halsey. (aka Bilbo Bagginz)

## Discografia
- Cosmology (Transient Records 1996)
- Synergy (Transient Records 1998)
- Intergalactic (Transient Records 2000)
- Contact (Transient Records 2002)
- Trancendance (Holophonic Records 2005)
- Psychedelica Melodica (Holophonic Records 2007)